# Mustela itatsi
La comadreja japonesa (Mustela itatsi) es una especie de mamífero carnívoro perteneciente al género Mustela dentro de la familia Mustelidae.

## Distribución
Es nativa del Japón donde habita en las islas de Honshū, Kyūshū y Shikoku. Se ha introducido a Hokkaidō y a las islas Ryukyu para el control de roedores; también se introdujo en la isla de Sajalín de Rusia.

## Taxonomía
A menudo es clasificada como subespecie de la comadreja siberiana (Mustela sibirica). Las dos especies son muy similares en apariencia pero difieren en la proporción de longitud de la cola-cabeza y cabeza-cuerpo. También existen diferencias genéticas que sugiere una divergencia desde hace aproximadamente 1,6-1,7 millones de años. Su distribución converge al occidente del Japón donde la comadreja siberiana fue introducida.

## Descripción
Los machos adultos de la comadreja japonesa pueden alcanzar los 35 cm de longitud, con una cola de hasta 17 cm. Las hembras tienen menor tamaño. El pelaje es marrón-naranja con manchas más obscuras sobre la cabeza. La especie habita principalmente en montañas y áreas boscosas cerca a masas de agua. Su dieta incluye ratones, ranas, reptiles, insectos y cangrejos de río.